# Caryocolum leucothoracellum
Caryocolum leucothoracellum is een vlinder uit de familie tastermotten (Gelechiidae). De wetenschappelijke naam is voor het eerst geldig gepubliceerd in 1953 door Klimesch.
De soort komt voor in Europa.